# Yusuke Kadota
Yusuke Kadota (né le 18 août 1998, à Tokyo) est un coureur cycliste japonais. Il a notamment remporté le Tour de Hokkaido en 2022.

## Biographie
Il met un terme à sa carrière cycliste à l'issue de la saison 2023.

## Palmarès et résultats

### Palmarès par année
- 2022
  - Classement général du Tour de Hokkaido
- 2023
  - 2e de la CSC Stage Race

### Classements mondiaux
| Année                                 | 2022  | 2023  |
| ------------------------------------- | ----- | ----- |
| Classement mondial                    | 1049e | 1210e |
| UCI Asia Tour                         | 65e   | 83e   |
|                                       |       |       |
| Légende : nc = non classéSource : UCI |       |       |